# Sandmålaren
Sandmålaren är en ungdomsroman av Henning Mankell utgiven 1974.

## Handling
En flicka bokar en resa till Gambia. Tidigare var hon ganska inskränkt, men där nere träffar hon en rad människor som påverkar hennes liv.